# كأس الإنتركونتيننتال 1989
كأس الإنتركونتيننتال 1989 هي مباراة كرة قدم لعبت في 17 ديسمبر 1989 بين إيه سي ميلان من إيطاليا، بطل كأس أوروبا 1988–89، وأتلتيكو ناسيونال من كولومبيا، بطل كوبا ليبرتادوريس 1989. أقيمت المباراة في ملعب محايد هو الملعب الوطني في طوكيو تحت أنظار 60,228 مشجع. اختير ألبريغو إيفاني كرجل للمباراة.

## تفاصيل المباراة
| ميلان               | 1–0 (ب.و.إ.) | أتلتيكو ناسيونال |
| ------------------- | ------------ | ---------------- |
| ألبريغو إيفاني 119' |              |                  |

| ميلان | أتلتيكو ناسيونال |

## وصلات خارجية
- مقالة الفيفا